# Elezioni politiche a San Marino del 1912
Le elezioni politiche a San Marino del 1912 (III legislatura) si svolsero il 23 giugno.

## Sistema elettorale
Sono elettori i cittadini sammarinesi maschi capifamiglia maggiori di 24 anni originari e naturalizzati o i loro delegati ed i Dottori, che si ritengono emancipati di diritto.

## Le liste
Alle elezioni non è presente alcuna lista alle elezioni del 1912. Ma erano presenti solo candidati, indipendenti o iscritti al Partito Socialista Sammarinese o all'Unione Democratica Sammarinese.

## Risultati
| Indipendenti    | 711   | 100,00 | 20 |  |  |  |
| Totale          | 711   | 100    | 20 |  |  |  |
|                 |       |        |    |  |  |  |
| Voti non validi | 11    | 1,52   |    |  |  |  |
| Votanti         | 722   | 49,97  |    |  |  |  |
| Elettori        | 1 445 |        |    |  |  |  |